# Чарткі (гміна Варта)
Чарткі (пол. Czartki) — село в Польщі, у гміні Варта Серадзького повіту Лодзинського воєводства.
Населення — 131 особа (2011).

## Демографія
Демографічна структура станом на 31 березня 2011 року:
|          | Загалом | Допрацездатний вік | Працездатний вік | Постпрацездатний вік |
| -------- | ------- | ------------------ | ---------------- | -------------------- |
| Чоловіки | 66      | 14                 | 36               | 16                   |
| Жінки    | 65      | 12                 | 34               | 19                   |
| Разом    | 131     | 26                 | 70               | 35                   |